# アスナ・サンファイア
サンファイア（Sunfire ）は、アスナが1992年から1993年にかけて販売していたクーペ型乗用車である。

## 概要
サンファイアはいすゞ・インパルス(日本名・ピアッツァ)の供給を受け1992年に誕生した。空力的ボディが特徴。いすゞ自動車の自社生産による乗用車部門の撤退により1993年に生産を終えた。

## 車名の由来
「サンファイア」は、英語で「太陽の火」を意味する。